# Palne Eriksson Rosenstråle
Palne Eriksson Rosenstråle, död 1596, var en svensk adelsman och befallningsman på Vadstena slott.

## Biografi
Palne Rosenstråle var son till Erik Jönsson (Rosenstråle) och Malin Palnesdotter. Han arbetade 1559 under Östgöta ryttare och deltog i det Nordiska sjuårskriget. År 1568 beordrades han att uppföra bråtar på Holaveden till skydd för danskarnas befarade angrepp. Han var från 1570 till 1571 fogde på Vadstena slott och från 1574 till 1579 ryttmästare. Rosenstråle skrev under riksrådets och adelns beslut i Stockholm 26 januari 1582 och förklaring av arvsföreningen 7 mars 1590. Han blev 12 augusti 1589 slottsloven på Stegeborgs slott och kallades 1592 befallningsman och 1593 proviantmästare i Östergötland. Från 1583 till 1593 hade olika uppdrag i Östergötland. Han avsattes 5 juni 1594 av hertig Karl. Rosenstråle avled 1596 och begravdes i Konungsunds kyrka, där hans huvudbanér uppsattes.
Rosenstråle ägde gården Ravenäs i Konungsunds socken.

### Familj
Rosenstråle gifte sig Anna Marbo, dotter till häradshövdingen Truls Andersson Marbo och Ingeborg Kyle. De fick tillsammans barnen sekreteraren Truls Rosenstråle vid kungliga kansliet och Ingeborg Rosenstråle (död 1630) som var gift med biskopen Ericus Erici Sorolainen i Åbo stift.